# Aeroportul Northern Peninsula
Aeroportul Northern Peninsula (IATA: ABM, ICAO: YNPE) este un aeroport din Queensland, Australia ce deservește zona Bamaga⁠(d). Aeroportul a fost tranzitat în 2022 de 22.572 de pasageri.
Situat la o altitudine de 6 m, aeroportul dispune de o singură pistă. Este operat de Northern Peninsula Area Region⁠(d).